# ورم كبي
ورم كبي (المعروف أيضاً باسم «الورم الجلدي الانفرادي»،  «الورم الجلدي الصلب» ) (بالإنجليزية: Glomus tumor)‏ هو ورم نادر يحدث من الجسد الكبي، ويوجد أساسًا تحت الظفر، على طرف الأصابع أو في القدم: يمثلون أقل من 2٪ من جميع أورام الأنسجة الرخوة. معظم الأورام الكُلية حميدة، لكنها يمكن أن تظهر أيضًا خواصًا خبيثة. تم وصف أورام الكبي لأول مرة من قبل هوير في عام 1877 بينما أعطى ماسون أول وصف سريري كامل في عام 1924.
من الناحية النسيجية، تتكون أورام الكبي من شريان وريدي وارد، وجمع الوريد. يتم تعديل أورام الكبي من الخلايا العضلية الملساء التي تتحكم في وظائف تنظيم الحرارة للجسم الكبي والجلد. كما ذكر أعلاه، لا ينبغي الخلط بين هذه الآفات مع ورم جنيب العقدة العصبية، والتي كانت تسمى سابقا الأورام الكُلية في الاستخدام السريري الآن. الأورام الكبية لا تنشأ من خلايا الكبي، ولكن الورم جنيب العقدة العصبية ينشأ منها.
ارتبطت الأورام الكبية العائلية بمجموعة متنوعة من الحذف في جين (GLMN (glomulin هوَ بروتين يُشَفر بواسطة جين GLMN في الإنسان. وتورث بطريقة جسمية مسيطرة، مع النفوذية في مدى التعبير الجيني أو مجموعة معينة من الجينات في الأنماط الظاهرية للأفراد الذين يحملونها.

## التعريف
الأورام الكبية هي عادة أمراض انفرادية وصغيرة. تم العثور على الغالبية العظمى في الأطراف الخارجية من الجسم، وخاصة في اليد والرسغ والقدم وتحت الأظافر.
وغالبا ما تكون مصاحبة بألم، ويتم تكرار الألم عند وضع الجرح في الماء البارد.
هذه الأورام تميل إلى أن يكون لها لون مُزرق، على الرغم من أن ظهور اللون الأبيض قد يلاحظ أيضا. يمكن أن يحدث ارتفاع مَطْرِسُ الظُّفْر.
في حالات نادرة، قد تظهر الأورام في مناطق أخرى من الجسم، مثل غشاء المعدة أو حشفة القضيب. العلاج هو في الأساس نفسه.
الإصابة الدقيقة لأورام الكبة غير معروفة. البديل المتعدد نادر، حيث يمثل أقل من 10٪ من جميع الحالات. إن التشخيص الخاطئ المحتمل للعديد من هذه الأمراض مثل الورم الوعائي أو التشوهات الوريدية يجعل من التقييم الدقيق للاصابات أمرًا صعبًا.

### الجنس
تعتبر أورام الكبي الانفرادية، وخاصة الموجودة تحت الظفر، أكثر شيوعًا في الإناث مقارنة بالذكور. الآفات المضاعفة هي أكثر شيوعا قليلا في الذكور.

### العمر
تكون أورام الكبي المفردة أكثر تواترا لدى البالغين منها في الأورام الأخرى. تتطور الأورام الكُؤُمية المتعددة قبل 11-15 سنة من الآفات المفردة. حوالي ثلث حالات الأورام المتعددة تحدث في تلك الأصغر من 20 سنة. الأورام الكبي الخِلقية نادرة؛ هي مظهر رخامي وتعتبر نوع من أورام الكبي المتعددة.

## معدل الوفيات ومعدل انتشار المرض
التأثير السلبي الأكثر شيوعًا هو الألم، والذي يرتبط عادةً بالآفات الانفرادية. من المحتمل أن تكون الأورام المتعددة مؤلمة.
في أحد التقارير، يعاني مريض يعاني من أكثر من 400 أورام كبي من نقص الصفيحات نتيجة لعزل الصفائح الدموية (متلازمة أي كاساباك-ميريت).
تعتبر أورام الكبي الخبيثة أو الأورام الغلومينية النادرة نادرة للغاية وعادة ما تمثل الورم الخبيث النزيفي المحلي. ومع ذلك، يحدث ونمو ثانوي لورم خبيث وعادة ما تكون قاتلة.

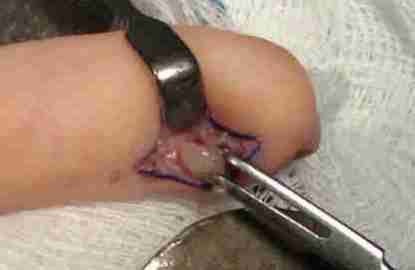
استخراج جراحي لورم الكبي من طرف الإصبع. الورم هو كروي شبه مفلطح شفاف في مركز الشق، البعد الأفقي التقريبي 4 ملليمترات.

## العلاج
الاستئصال الجراحي هو الطريقة المفضلة لعلاج أورام الكبي الحميدة.

## الأورام الكبية الخبيثة
الأورام الكامنة الخبيثة، سريريا هي نادرة للغاية. معايير تشخيص الورم الخبيث في أورام الكبة هي:
- حجم الورم أكثر من 2 سم وموقع تَحْتَ اللِّفافَة أو موقعة في اللفافة.
- الشكل الانقسامي غير النمطي
- ملاحظة جُسَيمٌ طَرَفِيّ غير نمطي أو أي مستوى من النشاط الانقسامي.
- خَلِيَّةٌ حَوطِيَّة من زيمرمان

تنقسم أورام الكبي الخبيثة إلى ثلاث فئات بناءً على مظهرها النسيجي: أورام الكُؤُر الارتشاحية (LIGT)، وجلوم العضلة الوعائية (glomangiosararcomas) الناجم عن أورام الكبي (GABG)، و glomangiosararca الناتجة عن النوفو (GADN).
تم الإبلاغ عن حالات قليلة من أورام الكبي الخبيث. ومع ذلك، فهي عادة ما تكون موضعية فقط، والنقائل نادرة للغاية. براثويات وآخرون. في عام 1996، ذُكر أنه أنتشر ورم خبيث جلدي يشمل الجلد والرئتين والصائم والكبد والطحال انتشار واسع، والغدد الليمفاوية. تقرير آخر من ورم خبيث الكبي (glomangiosarcoma) مع الانبثاث هو أن من واتانابي وآخرون، الذين أبلغوا عن ورم جلدي كبي خبيث مع انتشارة الواسع. هناك حالات قليلة أخرى من الأورام الخبيثة الكبيية تم الإبلاغ عنها في الأعمال المكتوبة التي تحدث عادة في الفئة العمرية الأكبر، وقد تم وصفها في عدة مواقع، في المقام الأول الأنسجة الرخوة والمسالك المعدية المعوية.
في عام 2011، لامبا G وآخرون. ذكرت الحالة الأولى من ورم خبيث جلدي ينشأ من الكليتين.

## روابط خارجية
- synd/1584 at Who Named It?
- 00314 at CHORUS
- Tumores del sistema muscoesquelético del Dr. Arturo Mahiques → artículo parcialmente transcrito aquí.
- Servicio de Dermatología Hospital Nacional Cayetano Heredia → artículo parcialmente transcrito aquí.